# Цілик нафти

Елемент п’ятиточкової системи заводнення, перетворений в елемент дев’ятиточкової системи розробки: 1 – «чверті» основних видобувних свердловин п'ятиточково елемента; 2 – цілики нафти; 3 – додатково пробурені видобувні свердловини; 4 – обводнена область елемента; 5 – нагнітальна свердловина

Ціли́к нафти — масив гірської нафтонасиченої породи, який залишається незайманим при розробці родовища, неохопленим процесом витіснення нафти водою (чи газом).

## Цілики нафти в пласті
Невироблені ділянки нафтового покладу, які залишаються в пласті після проходження фронту води в ізольованих лінзах колекторів, в місцях виклинювання колекторів, в так званих тупикових зонах, в окремих менш проникних прошарках або ділянках пласта, між свердловинами стягуючого і розрізаючого рядів.